# Trevi nel Lazio
Trevi nel Lazio település Olaszországban, Lazio régióban, Frosinone megyében. Lakosainak száma 1718 fő (2023. január 1.). Trevi nel Lazio Arcinazzo Romano, Filettino, Fiuggi, Guarcino, Jenne, Vallepietra és Piglio községekkel határos.

## Népesség
A település lakossága az elmúlt években az alábbi módon változott:
| Lakosok száma | 1790 | 1768 | 1718 |
|               | 2017 | 2018 | 2023 |